# Kinarius
Kinarius est un roi légendaire de l’île de Bretagne (actuelle Grande-Bretagne), dont l’« histoire » est rapportée par Geoffroy de Monmouth dans son Historia regum Britanniae (vers 1135).

## Contexte
Kinarius est un roi fictif dont le nom est rapporté par Geoffroy de Monmouth sous diverses formes selon les textes : Kinarius, Kimarus  ou Kymarius. Rien n'est mentionné sur son règne sauf qu'il succède à son père Sisillius II et qu'il a comme successeur son frère Danius [Dan]. Le Brut y Brenhinedd le nomme Cynfarch ap Seisyll sans rien préciser d'autre.

## Sources
- Geoffroy de Monmouth Histoire des rois de Bretagne, traduit et commenté par Laurence Mathey-Maille, Édition Les belles lettres, coll. « La roue à livres », Paris, 2004,  (ISBN 2-251-33917-5)
- (en) Peter Bartrum, A Welsh classical dictionary: people in history and legend up to about A.D. 1000, Aberystwyth, National Library of Wales, 1993 (ISBN 9780907158738), p. 197  CYNFARCH ap SEISYLL ap CUHELYN. (Fictitious). (305-284 B.C.)